# Indywidualne Mistrzostwa Polski na Żużlu 1959
Indywidualne Mistrzostwa Polski na Żużlu 1959 – zawody żużlowe, mające na celu wyłonienie medalistów indywidualnych mistrzostw Polski w sezonie 1959. Rozegrano cztery turnieje ćwierćfinałowe, dwa półfinały oraz finał, w którym zwyciężył Stefan Kwoczała.

## Finał
- Rybnik, 30 sierpnia 1959
- Sędzia:

| Msc. | Zawodnik                 | Klub         | Pkt  |                 |  |
| ---- | ------------------------ | ------------ | ---- | --------------- |  |
| 1    | Stefan Kwoczała          | Częstochowa  | 14   | (3,3,3,2,3)     |  |
| 2    | Jan Malinowski           | Rzeszów      | 12,5 | (3,3,2,3,(1,5)) |  |
| 3    | Florian Kapała           | Rzeszów      | 12   | (3,t,3,3,3)     |  |
| 4    | Stefan Kępa              | Rzeszów      | 11,5 | (3,1,3,3,(1,5)) |  |
| 5    | Stanisław Rurarz         | Częstochowa  | 10   | (0,3,3,2,2)     |  |
| 6    | Norbert Świtała          | Bydgoszcz    | 8    | (2,0,0,3,3)     |  |
| 7    | Joachim Maj              | Rybnik       | 8    | (w,3,2,1,2)     |  |
| 8    | Stanisław Tkocz          | Rybnik       | 7    | (1,wu,2,1,3)    |  |
| 9    | Henryk Żyto              | Leszno       | 7    | (0,2,1,2,2)     |  |
| 10   | Julian Kuciak            | Częstochowa  | 6    | (2,1,1,2,0)     |  |
| 11   | Marian Philipp           | Rybnik       | 6    | (1,2,2,0,1)     |  |
| 12   | Józef Wieczorek          | Rybnik       | 6    | (2,2,1,1,w)     |  |
| 13   | Konstanty Pociejkowicz   | Wrocław      | 4    | (2,2,w,u)       |  |
| 14   | Kazimierz Bentke         | Ostrów Wlkp. | 3    | (1,1,0,0,1)     |  |
| 15   | Bernard Kacperak         | Częstochowa  | 3    | (0,1,1,0,1)     |  |
| 16   | Witold Świątkowski       | Rawicz       | 1    | (1,0,0,0,0)     |  |
|      | rez. Czesław Odrzywolski | Gniezno      |      | (1,0)           |  |
|      | rez. Mieczysław Połukard | Bydgoszcz    |      | (qns)           |  |